# Старощербиновское сельское поселение
Старощербиновское сельское поселение — муниципальное образование в Щербиновском районе Краснодарского края России.
В рамках административно-территориального устройства Краснодарского края ему соответствует  Старощербиновский сельский округ.
Административный центр и единственный населённый пункт — станица Старощербиновская.

## Население
| 2010    | 2012    | 2013    | 2014    | 2015    | 2016    | 2017    |
| ------- | ------- | ------- | ------- | ------- | ------- | ------- |
| 18 010  | ↘17 917 | ↘17 744 | ↘17 689 | ↘17 549 | ↘17 530 | ↘17 427 |
| 2018    | 2019    | 2020    | 2021    | 2023    |         |         |
| ↘17 083 | ↘16 906 | ↘16 791 | ↗17 251 | ↘17 027 |         |         |